# Antonio Pena
Antonio Pena (Montevideo, 3 de diciembre de 1894 - 7 de diciembre de 1947), fue un talentoso y destacado escultor uruguayo, fundador de la Escuela Nacional de Artes Plásticas de la Universidad del Trabajo del Uruguay (U.T.U.) en 1936, fue activo partícipe del gobierno de Gabriel Terra y de las actividades culturales de su gobierno.

## Biografía
Sus padres fueron los españoles Antonio Pena y Josefa Rego. Realizó sus estudios primarios en el "Collège Carnot", actual liceo Francés y la enseñanza media en el "Instituto Universal", que dirigía el profesor Alberto Bravo. Siguió el Bachillerato para Arquitectura. El 15 de septiembre de 1923, contrajo matrimonio con Felicia Costa.
Trabajó como dibujante en los estudios de los arquitectos Juan María Aubriot y Silvio Geranio, descubriendo su vocación por el arte. En 1917 comienza a enseñar dibujo en la "Escuela Industrial". Entre 1919 y 1922 lleva adelante varios trabajos con Vicente Puig, de esa época es el panel decorativo "el centauro Quirón" que se encuentra en la Facultad de Medicina. En 1921 gana por concurso una beca que lo llevará a Europa.
En usufructo de la beca viaja a Europa en 1923 permaneciendo allí cuatro años y estudiando con profesores de la talla de Antón Hanak, en Viena de Guido Balsamo Stella en Florencia y de Antoine Bourdelle en París.
A su regreso retoma las clases en la Escuela industrial y comienza a dictar cursos de dibujo en los Institutos Normales y el Instituto José Batlle y Ordóñez.
Además de su actividad de escultor se dedica al grabado y a la ilustración de libros como: Ariel de José Enrique Rodó, Navegar de Julio César Estol, Alción de Alberto Zum Felde, Fernanda Soto de Leandro Ipuche, Estampas de la Biblia de Juana de Ibarbourou, entre otros.
Realizó proyectos de decorados teatrales para La Isla de los Ceibos de Eduardo Fabini, El Festín de la Araña de Albert Roussel, La Peri de Paul Dukas, y otros.
Fue integrante de la Comisión Nacional de Bellas Artes, Consejero de la Universidad del Trabajo. En 1936 fundó la Escuela de Artes Plásticas de la Universidad del Trabajo siendo su primer director.
A instancias de la educadora María Orticoechea diseñó y creaó el anillo con un adorno de abeja que se les regala a las personas que se gradúan de Maestras escolares en Uruguay.
Sus obras se encuentran en el Museo Nacional de Artes Visuales y en el Museo Juan Manuel Blanes de Montevideo, en el Museo de Bellas Artes Juan B. Castagnino de Rosario y en diferentes colecciones particulares del Uruguay y el exterior.
En 2010 se realiza un sentido homenaje, colocando una placa con su nombre en la Biblioteca de la Escuela de Artes y Artesanías Dr. Pedro Figari CETP-UTU. 

### Panorama de la escultura a comienzos del novecientos
Dentro del panorama de las artes plásticas, Antonio Pena conforma ese núcleo de artistas que introdujeron en nuestro país el modernismo. Dotado de una sensibilidad especial, supo captar la corriente renovadora que forjaría todas las expresiones con que se alimentó el siglo XX.
Su obra evidencia una personalidad que no está ajena a las influencias consiguiendo a través de ellas el camino para poder plasmar y hacer inconfundible su grafía plástica.
Otro referente es sin dudas el pintor Milo Beretta (el único alumno de Medardo Rosso) que atesoraba en su colección particular muchas de las obras de su maestro, y que eran la expresión viva de una estética nueva que acompañaba el sentir de los incipientes creadores
Se podría decir que Beretta, con su refinado y afirmado gusto, sus viajes a Europa, su colección, es el primer camino dentro del ambiente artístico que abre paso a las nuevas corrientes. 

### Formación europea

#### Antón Hanak, Balsamo Stella, Antoine Bourdelle
El 23 de febrero de 1921, gana junto al escultor Severino Pose la Beca de Pensionado que otorgaba el Ministerio de Instrucción Pública a los artistas.
Las pruebas eran de carácter eliminatorio y consistían en el modelado de "un cuerpo entero, una cabeza, un medallón y un dibujo de desnudo al carbón" el jurado estaba integrado por los artistas Pedro Blanes Viale, Luis Falcini y Milo Beretta.
Esta beca le permitirá permanecer en Europa cuatro años y desarrollar con libertad y acierto su pensamiento, haciendo crecer su natural talento y despertando la admiración de sus maestros.
Parte para Europa el 21 de febrero de 1923 junto con el otro triunfador de la beca ambos inclinados a la escultura y aunque distintos en su expresión estética, iguales en su pensamiento plástico. La primera estancia europea la realizan en Viena, en el taller del escultor Antón Hanak, uno de los padres del modernismo vienés y vinculado estrechamente a la secesión. El contacto para llegar a tomar clases con este escultor -por el que Europa toda tenía un gran respeto considerándolo como uno de los seguidores más fervientes de Rodin- se debe a las gestiones del cónsul uruguayo en Viena Eliseo Ricardo Gómez.
El maestro Antón Hanak los aceptó con beneplácito y los introdujo en su pensamiento plástico, que llevaba como signo vital la talla directa.
Ciertamente los jóvenes escultores practicaban una forma diferente de escultura como es el modelado.
Hanak despertaba el amor a la talla directa argumentando "el material definitivo es el preceptor más riguroso".
Cabe señalar que por este tiempo se había generado en el norte europeo una corriente que llevaba a un plano inferior el modelado, defendiendo a ultranza la etimología de la palabra esculpir (sacar de la piedra).
Pena va a realizar entonces como primer trabajo con Hanak el retrato "ideal" de su esposa tallado directamente.
En una tarjeta fechada el 22 de marzo de 1924 decía: "este retrato ideal… hecho en un bloque de yeso, pues el primer consejo de Hanak fue que abandonara la tierra de modelar y trabajara siempre con materiales duros que exigen una mayor concentración y que han sido en todos los tiempos los materiales de los verdaderos escultores y no de los modeladores que son casi la unanimidad de los artistas de hoy…"
Luego practicará con un material un poco más duro, la piedra talco realizando una figura que deja al descubierto sus dotes compositivos. 
Más tarde tallará una figura en mármol de Carrara de 80 centímetros de alto que envía como contrapartida de la Beca y que se conserva en el Museo de Artes Visuales.
Esta obra no fue comprendida por la crítica especializada que no la reconoció como un trabajo íntegro. Sin embargo es la síntesis del pensamiento que desarrollará en Europa y que continuará en nuestro país durante toda su carrera.
En ella apreciamos, el respeto al material, el lenguaje de las herramientas y la idea compositiva sin deteriorar la forma del bloque que la ve emerger.
En una carta enviada desde el Viejo Mundo a un amigo, enterado del disgusto de la crítica e invitado a intervenir en una exposición, proponía que expusieran esa obra que él consideraba acabada.
Si el trabajar con materiales definitivos y que imponen resistencia formó en Pena al artista de la síntesis y la composición, lo que más va a influenciar Hanak en su obra son los dibujos a tinta que ha de enseñarle.
Los dibujos de Hanak son, se podría decir, hermanos de los de Rodin, quien dejaba correr la pluma con tinta o simplemente el lápiz acuarelando el dibujo; Hanak utilizando tinta violeta o azul dejaba correr la tinta y luego buscaba con el lápiz o con la pluma definir la forma.
Pena se verá tentado con esta técnica y realizará una enorme cantidad de dibujos, con tinta a pincel y aguada, con pluma o uniendo ambas técnicas.
Los dibujos del maestro Hanak inspiraron a Pena unos dibujos donde aparece el escultor acompañado de la silueta de alguna de sus esculturas.
Son también de este período algunas caricaturas de su maestro y una, - si no toda- formación básica y rigurosa de la técnica escultórica, ya sea en el oficio como en el tratamiento de la forma escultórica.
Florencia le presenta un nuevo desafío.
En el taller de Balsamo Stella, ha de aprender la técnica del grabado de la que no se desprenderá jamás y ha de ser una fuerte expresión dentro de su desenvolvimiento artístico.
El dominio del dibujo le facilitó la expresión del grabado y lo afirmó en su condición de escultor porque si nos detenemos a mirarlos, sea mediante la línea o mediante el juego de luces y sombras, Pena ha de buscar representar el volumen.
Si bien Florencia lo inició en esta técnica y le permitió ver la obra de grandes escultores como Miguel Ángel, no fue un período de grandes creaciones escultóricas, más bien en este tiempo amalgamó las enseñanzas de heroico Vienés con la debilidad de las formas griegas que tenía marcada a fuego desde sus inicios.
Son de esta época algunas delicadas terracotas al estilo de "Tanagras" que reflejan una corriente mediterránea en su factura.
El período de su aprendizaje se completará en Francia, en la Académie de la Grande Chaumière con el genial Bourdelle. El espíritu culto y refinado de Bourdelle, su teoría, llena de los mitos de la antigua Grecia sostenido en una estética arcaica y unido a una fuerte inclinación por las esculturas que llenan los pórticos de las catedrales góticas, deslumbraron al joven escultor que no dudó en entregarse a la búsqueda de esa libertad expresiva.
La clase de Bourdelle le permitía manifestar su amor a lo clásico pero de una nueva forma: con resoluciones jugadas, sin detalles innecesarios, sin las imprecisiones propias del pastiche, sin sacrificar el sentimiento por causa de un canon rígido sino apuntando siempre en un sentido estrictamente plástico dentro de la mayor audacia 
De este período son la mayoría de los temas mitológicos que, -para alguien inclinado a la cultura clásica- habrían de significar un número importante en su producción.
Siempre los ha de tener presente cuando tenga que manejar una idea trascendente o arquetípica con que plasmar la idealidad de una persona, tal es el caso del Monumento a Abadie Santos, ubicado en la Rambla Sur montevideana, representado en su fuero interior por la figura de Minerva.
En sus dibujos, en sus esculturas de carácter intimista aparecerán estos personajes sin otra razón -a no ser la estética- que llevar a la idealidad de la representación, los valores como la belleza (Venus), la fuerza (Heracles), la música (Orfeo), y otros mitos clásicos.
En Francia se entusiasmó con la obre de otro escultor fundamental en la estética del siglo XX, Aristide Maillol, quien reinterpretó las formas clásicas.
Los volúmenes amplios con que trabajaba le permitían a la luz correr sin detenimientos, sus desnudos femeninos -ampulosos en el más amplio sentido mediterráneo- le han de revelar al joven escultor una faceta nueva que incorporará a su vida y que le hará producir una serie de figuras impecablemente mediterráneas, donde queda en evidencia su amor a la forma plena, que deja al descubierto su sensibilidad y donde se denuncia un estilo estrictamente personal y atemporal, sin por ello falsear su época.
No está de más agregar (y esto lo se por la tradición oral del escultor Moller de Berg, quien compartió las clases de Bourdelle con Pena) que cuando el viejo maestro no iba a su clase, Pena era el designado por el propio Bourdelle para hacer una corrección o dar un consejo autorizado.
Hay que recordar que los alumnos no eran principiantes, sino escultores ya formados, la mayoría de ellos provenientes de diferentes países a perfeccionar su expresión y su técnica.
La vuelta a Uruguay el 21 de febrero de 1927 le permitió volcar sus conocimientos tanto en su obra particular o pública como en sus clases, donde los alumnos sentían crecer aquella llama de pasión que inundaba todo su ser cuando hablaba del arte con la humildad de quien no se cierra al aprendizaje y con el amor que lo vuelve MAESTRO.

### Distinciones
- 1918 Primer Premio junto con el pintor Vicente Puig en el Concurso para el paneau decorativo de la Facultad de Medicina.
- 1929/30 Medalla de Plata en la Exposición Iberoamericana de Sevilla.
- 1930 Segundo Premio en la Exposición del Centenario.
- 1936 Primer Premio junto con el arquitecto Julio Vilamajó en el Concurso del Monumento a la Confraternidad de los Pueblos.
- 1937 Diploma de Honor en la Exposición de París.
- 1942 Segundo premio en el Concurso del monumento al General San Martín.
- 1943 Primer Premio en el concurso del monumento a Hernandarias.
- 1945 Primer Premio en el Concurso para la Puerta de ANCAP

### Monumentos y obras de localización pública
- El Labrador, encargado por la Comisión de Homenajes de 1930, emplazado en el Parque Rodó.
- Relieves del Banco República de la calle General Flores.
- Placa del Correo en el Edificio Central, Ciudad Vieja, Montevideo.
- Relieves de la Casa, en la calle Solís, Ciudad Vieja, Montevideo.
- Medusa y figuras decorativas en la casa del Arquitecto Vilamajó, Montevideo.
- Monumento a Hernandarias, en Rambla portuaria de Montevideo.
- Monumento a la Confraternidad de los Pueblos, en el Paseo Colón (Buenos Aires).
- Monumento a Horacio Abadie Santos, en Rambla Sur de Montevideo.
- Monumento al Dr. Beisso en el Cementerio Central, Montevideo.
- Puerta de ANCAP, Montevideo.
- Monumento a la Concordia, Fundación Vignali, Buenos Aires, Argentina.